# Чеслав Кукучка
Чеслав Кукучка (пол. Czesław Kukuczka, 13 липня 1935 року — 29 березня 1974 року) — польський пожежник, 114-та особа, що загинула біля Берлінського муру під час спроби втекти з НДР до ФРН. Кукучка є одним із трьох відомих загиблих біля Берлінського муру, що не були ні німцями, ні жителями Східної Німеччини (інші двоє — поляк Францишек Песік і радянський солдат Владімір Одінцов).

## Біографія
Чеслав Ян Кукучка народився і виріс у Камениці, Польща. У віці 17 років Кукучку завербували для участі в будівництві району Нової Гути на південно-східній околиці Кракова, яке будувала Польська Народна Республіка, але невдовзі повернувся додому, розчарований своєю роботою там.
Через рік, у віці 18 років, Кукучку визнали винним у розкраданні та засудили до двох з половиною років ув'язнення в Новому Сончі та Явожно, але умовно-достроково звільнили через рік. Невдовзі після звільнення Кукучка одружився і став батьком трьох дітей, а згодом знову працював у будівництві, потім пожежником у Явожно. Пізніше він став заступником начальника пожежної охорони в пожежній частині Бельсько-Бяла
У неділю, 3 березня 1974 року, Кукучка безслідно зник і з'явився лише 29 березня у Східному Берліні, НДР.

## Спроба втечі та загибель
29 березня 1974 року о 12:30 Кукучка прибув до посольства Польської Народної Республіки у Східному Берліні, стверджуючи, що має важливе повідомлення, і був допущений до посольства без подальшого контролю. Його прийняли член оперативної групи Міністерства внутрішніх справ Польщі у Східному Берліні полковник Максиміліан Карновський, та співробітник посольства на прізвище Ольшевський. Кукучка вимагав, щоб йому дозволили перетнути кордон із Західним Берліном о 15:00 через прикордонний перехід та міжнародний залізничний вокзал на Фрідріхштрассе, та погрожував підірвати бомбу, яку нібито тримав у портфелі, прив'язавши до лівої руки детонуючий шнур.
Кукучка також стверджував, що якщо його вимоги не будуть виконані, його спільник підірве Польський інформаційно-культурний центр на Карл-Лібкнехт-штрассе, і про ці події повідомить Західний світ через іншого спільника у Західному Берліні.
Далі у своїй розмові Кукучка зазначив бажання іммігрувати до США, де жили його тітки (згідно з документами, знайденими при ньому, жили вони у місті Голлівуд, штат Флорида). Співробітники польського посольства оформили і надали йому необхідні документи з візою, щоб він міг виїхати зі Східного Берліна.
Кукучка був доставлений доставлений до вокзалу на Фрідріхштрасе о 14:40. Звісно ж, про його вчинок вже повідомили Штазі. Він вийшов на вокзалі, скористався туалетом, а потім спробував пройти через прикордонний контроль. Західнонімецькі студенти, які приїхали з Бад-Герсфельда, пізніше повідомили поліції Західного Берліна, що бачили, як Кукучка у помітно бідному одязі пройшов повз них до місця перетину кордону. Просто при них чоловік у цивільному темному пальто та тонованих сонцезахисних окулярах з відстані двох метрів вистрілив Кукучкці у спину з пістолета.
Кукучка був серйозно поранений, але ще живий, і його забрала швидка допомога. Зазвичай поранених біля Берлінського муру доставляли до найближчой лікарні Народної поліції, але Кукучку натомість доставили до лазарету в'язниці Штазі в Гогеншенгаузені, що за 10 кілометрів. О 18:30 Кукучка помер від численних внутрішніх травм, спричинених вогнепальними пораненнями.

## Наслідки
Ймовірний убивця Кукучки був нагороджений бронзовим бойовим орденом «За заслуги перед народом і Вітчизною» його начальник — срібним та золотим.
Вдова Кукучки, Емілія, яка жила в Польщі, 24 травня 1974 року отримала урну з його прахом, а також пакет із його особистими речами та свідоцтвом про смерть, які були пред'явлені районним прокурором. Наступного дня мер Кам'єниці повідомив, що відбулося церковне поховання, на якому були присутні лише близькі родичі Кукучки. Про детальні подробиці його смерті, такі як візит до посольства і «бомбу», родині та місцевим жителям до Падіння Берлінського муру).
Судовий процес проти вбивці Кукучки розпочався в Берлінському регіональному суді 14 березня 2024 року. 14 жовтня суд засудив за вбивство Кукучки колишнього офіцера Штазі, 80-річного Мартіна Манфреда Науманна, до десяти років позбавлення волі.